# Platycotis salvini
Platycotis salvini är en insektsart som beskrevs av Fowler. Platycotis salvini ingår i släktet Platycotis och familjen hornstritar. Inga underarter finns listade i Catalogue of Life.